# ناحیه تازمالت
ناحیه تازمالت (به عربی: دائرة تازمالت) یک ناحیه در الجزایر است که در استان بجایه واقع شده‌است.